# Pfaffenberg (Ahorntal)
Pfaffenberg ist ein Gemeindeteil der Gemeinde Ahorntal im Landkreis Bayreuth (Oberfranken, Bayern). Pfaffenberg liegt in der Gemarkung Oberailsfeld.

## Geografie
Das Dorf im nordöstlichen Bereich der Fränkischen Schweiz ist etwa dreieinhalb Kilometer von dem nordöstlich liegenden Kirchahorn entfernt.

## Geschichte
Der Ort wurde 1365 als „Pfaffenberch“ erstmals urkundlich erwähnt. Das Bestimmungswort Pfaffe lässt vermuten, dass die Kirche im Ort begütert war.
Bis zum Beginn des 19. Jahrhunderts unterstand die Dorfmarkung von Pfaffenberg der Landeshoheit des Hochstiftes Bamberg. Die im fränkischen Raum hierfür maßgebliche Dorf- und Gemeindeherrschaft wurde dabei von dessen Amt Pottenstein in seiner Funktion als Vogteiamt ausgeübt. Auch die Hochgerichtsbarkeit stand diesem Amt zu, dies in seiner Rolle als Centamt. Als das Hochstift Bamberg infolge des Reichsdeputationshauptschlusses 1802/03 säkularisiert und unter Bruch der Reichsverfassung vom Kurfürstentum Pfalz-Baiern annektiert wurde, wurde damit auch Pfaffenberg zum Bestandteil der bei der „napoleonischen Flurbereinigung“ in Besitz genommenen neubayerischen Gebiete, was erst im Juli 1806 mit der Rheinbundakte nachträglich legalisiert wurde.
Durch die Verwaltungsreformen im Königreich Bayern wurde Pfaffenberg mit dem Zweiten Gemeindeedikt im Jahr 1818 zum Bestandteil der Ruralgemeinde Oberailsfeld. Im Zuge der Gebietsreform in Bayern wurde Pfaffenberg zusammen mit Oberailsfeld am 1. Januar 1972 ein Bestandteil der neu gebildeten Gemeinde Ahorntal.

## Verkehr
Eine von der Staatsstraße St 2185 kommende Gemeindeverbindungsstraße durchquert den Ort und führt weiter nach Zauppenberg. Der ÖPNV bedient das Dorf an einer Haltestelle der Buslinie 388 des VGN. Die am schnellsten erreichbaren Bahnhöfe befinden sich in Creußen, Schnabelwaid und Pegnitz. Der nächste Fernbahnhof ist der Hauptbahnhof in Bayreuth.